# اشتراكية القرن الحادي والعشرين
اشتراكية القرن الحادي والعشرين هو مصطلح سياسي يستخدم لوصف التفسير الفريد للمبادئ الاشتراكية التي دعا لها في البداية هاينز ديتريخ عام 1996 ولاحقًا من قبل زعماء من أمريكا اللاتينية مثل هوجو تشافيز رئيس فنزويلا ورفاييل كوريا رئيس الإكوادور إيفو مورالس رئيس بوليفيا. تسعى اشتراكية القرن الحادي والعشرين إلى معالجة إخفاقات الرأسمالية الصناعية واشتراكية القرن العشرين على حد سواء؛ وذلك من أجل حل المشاكل الملحة للإنسانية، مثل الفقر والجوع والاستغلال والظلم الاقتصادي والتمييز على أساس الجنس والعنصرية وتدمير المورد الطبيعية وغياب الديمقراطية التشاركية." لذلك فإن اشتراكية القرن الحادي والعشرين تختلف اختلافًا واضحًا عن التطبيقات السابقة لـالاشتراكية مثل الماركسية اللينينية أو الماوية في أنها ترفض التسلط (سياسة) والتخطيط المركزي من أجل عملية تخطيط تشاركية لامركزية. إن اشتراكية القرن الحادي والعشرين هي نوع من الاشتراكية الديمقراطية؛ فقد تم انتخاب تشافيز وموراليس وكوريا جميعهم بشكل ديمقراطي. وعادة ما كانت تطبيقات اشتراكية القرن الحادي والعشرين في أمريكا اللاتينية مناهضة للإمبريالية وتتحدى بشكل مباشر هيمنة الولايات المتحدة في الأمريكتين.

## الأسس التاريخية
بعد سلسلة من قروض التكييف الهيكلي وإعادة هيكلة الديون بقيادة صندوق النقد الدولي في أواخر القرن العشرين، شهدت أمريكا اللاتينية زيادة كبيرة في عدم المساواة. وبين عامي 1990 و1999 ارتفع معامل جيني في جميع بلدان أمريكا اللاتينية تقريبًا. وأدى تقلب الأسعار والتضخم إلى الاستياء. وفي عام 2000، لم يكن مواطنو أمريكا اللاتينية راضين بديمقراطياتهم إلا نسبة 37% فقط (20 نقطة أقل من الأوروبيين و10 نقاط أقل من الأفارقة جنوب الصحراء الكبرى) وفي هذا السياق، ظهرت موجة من الحركات الاجتماعية والسياسية ذات التوجهات اليسارية نيابة عن حقوق السكان الأصليين ومزارعي الكوكا وحقوق العمال وحقوق المرأة وحقوق الأرض وإصلاح التعليم لتوفير النشاط اللازم لانتخاب القادة الاشتراكيين في النهاية.
تعتمد اشتراكية القرن الحادي والعشرين على تقاليد السكان الأصليين للحكم الطائفي ومؤسسي الحركات الاشتراكية السابقة بأمريكا اللاتينية بما فيهم سلفادور أليندي وفيدل كاسترو وتشي جيفارا وجيش زاباتيستا للتحرير الوطني والجبهة الساندينية للتحرير الوطني.

## العقيدة النظرية
وفقًا لديتريش «برنامج اشتراكية القرن الحادي والعشرين هو بالضرورة برنامج ثوري» من ناحية أنه يتم استبدال المجتمع القائم بـ «نظام مختلف نوعيًا».” ومع ذلك، هذه الثورة ينبغي أن تكون عملية تدريجية لا توظف ثورة عنيفة ولكن بدلاً من ذلك تستخدم الديمقراطية التشاركية لتأمين الطاقة والتعليم والمعرفة العلمية عن المجتمع والتعاون الدولي. ويشير ديتريتش إلى بناء أربع مؤسسات أساسية ضمن واقع جديد لحضارة ما بعد الرأسمالية:
1. الاقتصاد المتكافئ، الذي ينبغي أن يعتمد على نظريات قيمة العمل الخاصة بـالاقتصاد السياسي الماركسي والتي يتم تحديدها ديمقراطيًا من قبل أولئك الذين يخلقون قيمة مباشرة بدلاً من المبادئ الاقتصادية للسوق؛
2. ديمقراطية الأغلبية، التي تستخدم الاستفتاءات العامة لإصدار قرارات في المسائل الهامة التي تهم المجتمع بأسره؛
3. الديمقراطية الأساسية، معتمدة على المؤسسات الديمقراطية بالدولة كممثل شرعي للمصالح المشتركة لغالبية المواطنين، مع حماية مناسبة لـحقوق الأقليات؛ و
4. الموضوع الحاسم والمسؤول، وهو المواطن الذي يحدد ذاته بشكل عقلاني وأخلاقي وجمالي."

تشمل التأكيدات على السمات الأخرى إعادة تعريف التنمية التي ترفض السعي وراء الربح باعتباره الهدف الأساسي للنظام الاقتصادي. وبدلاً من ذلك، التنمية هي تنمية «الإنسان» الذي يسعى إلى تلبية الاحتياجات المجتمعية. وتقيس اشتراكية القرن الحادي والعشرين الكفاءة ليس فقط من ناحية هذه التنمية البشرية، ولكن أيضًا فيما يتعلق بالطبيعة والموارد الطبيعية.

## التطبيق في أمريكا اللاتينية

### التكامل الإقليمي
يشجع نموذج اشتراكية القرن الحادي والعشرين التكامل الاقتصادي والسياسي بين البلدان في أمريكا اللاتينية ومنطقة البحر الكاريبي. وهذا غالبًا ما يترافق مع معارضة أمريكا اللاتينية. وتشجع المنظمات الإقليمية مثل مجموعة دول أمريكا اللاتينية والكاريبي (سيلاك) وميركوسور واتحاد دول أمريكا الجنوبية والتحالف البوليفاري للأمريكتين (ألبا) التعاون مع أمريكا اللاتينية وتستبعد دول أمريكا الشمالية.
وتعد ألبا هي المنظمة الأكثر ارتباطًا باشتراكية القرن الحادي والعشرين بشكل صريح. وبينما تركز منظمات أخرى على التكامل الاقتصادي، تشجع ألبا التكامل الاجتماعي والسياسي والاقتصادي بين البلدان المشتركة في الاشتراكية الديمقراطية. وقد أُعلن عن إنشائها في معارضة مباشرة لمحاولات جورج بوش الأب لإقامة منطقة تجارة حرة للأمريكتين تشمل الولايات المتحدة. وفي عام 2008، عرضت البا الوحدة النقدية باستخدام العملة الإقليمية سوكري (SUCRE)

### العملية البوليفارية
دعا الرئيس الفنزويلي السابق هوغو تشافيز إلى إجراء عملية إصلاحات اشتراكية في فنزويلا وهي ما تسمى باسم «العملية البوليفارية». وهي تتأثر بنظريات ميسزاروس وليبويتز وهارنكر (الذي كان مستشار تشافيز بين عامي 2004 و2011) بشكل أكبر من تأثرها بتلك النظريات الخاصة بديتريتش. وقد أخذت العملية اسمها من المحرر سيمون بوليفار من أمريكا اللاتينية وتعد مثالاً معاصرًا على البوليفاريــة.

### بوين فيفير
إن مصطلح «بوين فيفير» الذي يُترجم إلى «معيشة جيدة» أو «العيش بشكل جيد» يرتبط بالحركة التي أنشأت من أجل حقوق السكان الأصليين وحقوق الطبيعة. وهو يركز على المعيشة المستدامة باعتبارها عضوًا في المجتمع يشمل كلاً من البشر والطبيعة. بوين فيفير لها قدسية في دستور الإكوادور الجديد كبديل للتنمية النيوليبرالية. ويحدد الدستور مجموعة الحقوق، والتي تعد حقوق الطبيعة واحدة منها. وتماشيًا مع التأكيد على هذه الحقوق، يغير مصطلح «بوين فيفير» العلاقة بين الطبيعة والبشر إلى وجهة نظر أكثر تعددية حيوية، مما يعمل على القضاء على الفصل بين الطبيعة والمجتمع. وقد طبقت هذه الطريقة على مبادرة ياسوني-آي تي.

## النقد
يدعي النقاد أن الاشتراكية الديمقراطية في أمريكا اللاتينية تعمل بمثابة واجهة للاستبداد. فقد أثارت جاذبية شخصيات مثل هوغو تشافيز وشعارات مثل «الدولة أو الاشتراكية أو الموت!» مقارنات بين ديكتاتوري أمريكا اللاتينية وزعماء الماضي. وقد انتُقدت التغطية الإعلامية لتشافيز واشتراكية القرن الحادي والعشرين بأمريكا اللاتينية بأنها غير عادلة، خاصة في وسائل الإعلام بالولايات المتحدة.
كانت استدامة واستقرار الإصلاحات الاقتصادية المرتبطة باشتراكية القرن الحادي والعشرين محل تساؤل. وقد قامت بلدان أمريكا اللاتينية بتمويل برامجها الاشتراكية أولاً وذلك بالصادرات الاستخراجية مثل البترول والغاز الطبيعي والمعادن والقهوة وفول الصويا، مما خلق تبعية في ادعاء بعض الاقتصاديين تسببها في تضخم وتباطؤ في النمو.